# گوور قبری ۲
گوور قبری ۲ مربوط به هزاره اول قبل از میلاد است و در شهرستان سرآب، بخش مرکزی، دهستان ملا یعقوب، ۲ کیلومتری جنوب غربی روستای ناراب واقع شده و این اثر در تاریخ ۶ اسفند ۱۳۸۵ با شمارهٔ ثبت ۱۷۴۹۶ به‌عنوان یکی از آثار ملی ایران به ثبت رسیده است.